# ツインテール (航空)

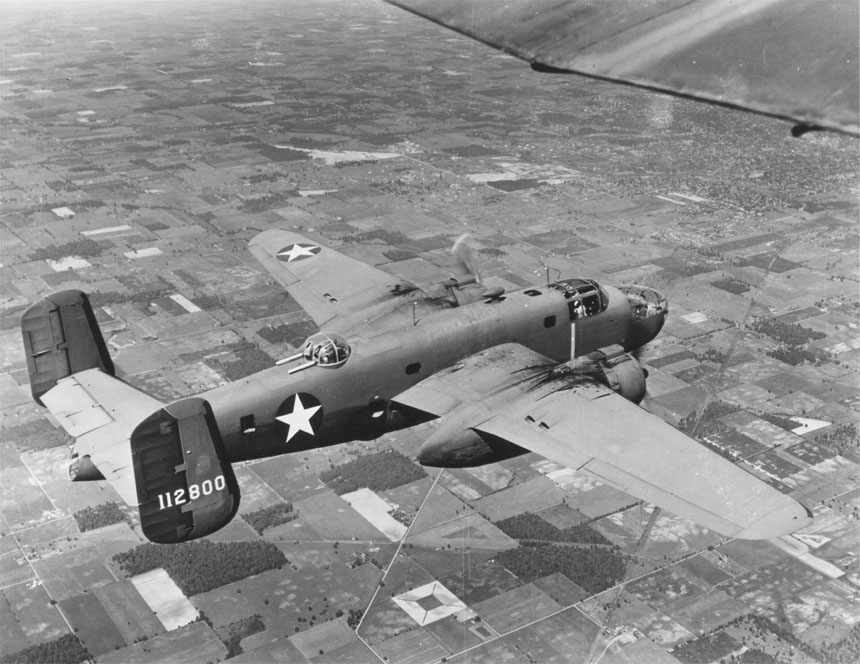
飛行中の双尾翼のB-25ミッチェル

ツインテール（英語: Twin tail）または双尾翼は、一部の航空機の尾翼に見られる特定のタイプの垂直尾翼である。航空機の水平尾翼の外側には、2つの垂直尾翼（通常の尾翼よりも小さいことが多い）が取り付けられる。この配置は、後方から見ると大文字の「H」に似ているため、H字尾翼（英語: H-tail）としても知られる。これらは、特に大量生産されたさまざまな第二次世界大戦のマルチエンジン設計で使用されている。アメリカのB-24リベレーターとB-25ミッチェル爆撃機、イギリスのアブロ ランカスターとハンドレページ ハリファックスの重爆撃機、そしてソビエト連邦のペトリアコフPe-2攻撃爆撃機など。

## 設計
操縦翼面を分離することで、大きなシングルテールを必要とせずに、追加の舵領域または垂直面が可能になる。マルチエンジンプロペラの設計では、プロペラのスリップストリームで動作するツインフィンとラダーにより、低速時やタキシング時にラダーの権限が向上し制御が向上する。双尾翼は格納庫の要件を簡素化し、背部砲手に射撃エリアを拡大する。高迎角飛行時に、機体中央後部に備えられた機体の影となる単垂直尾翼より、その効きが低下する割合が低くなる事が期待できる。また、一方の垂直尾翼が損傷した場合、もう一方の垂直尾翼は機能し続ける冗長性もある。近現代の軍用機としては、単尾翼機よりステルス性が向上するメリットも期待できる。
ほとんどの場合、水平尾翼の端に2つの垂直尾翼が取り付けられているが、アームストロング・ホイットワースホイットリー、三菱 G3M 九六式陸上攻撃機 、ドルニエDo 19爆撃機など、航空史上のいくつかの航空機では、水平尾翼の先端から少し内側の上面に取り付けられている。
エンテ型・無尾翼機では、主翼に双（垂直）尾翼が取り付けられる例もある。

## バリエーション
（ほとんどのジェット戦闘機を除いた）カナード航空機の設計では、主翼の先端にツインテールが組み込まれていることが多い。非常にまれに、ブレゲーデュポン、ロッキードコンステレーション、ボーイング314クリッパーのように、3つ以上の垂直尾翼が使用されている。非常に珍しいデザインのE-2ホークアイには、通常の垂直双尾翼表面の間の水平尾翼に固定された2つの追加の垂直尾翼があり、この配置は、艦載機の厳しいサイズ制限のために選択された。
ツインテールの特殊なケースは、ツインブームテールまたはダブルテール。この場合、後部機体は2つの別々の胴体、「テールブーム」で構成され、それぞれに舵があり、通常は単一の水平尾翼で接続される。この構造の例では、ツインエンジンのロッキードP-38ライトニング、ノースロップP-61ブラックウィドウ;フォッケウルフFw189 ;シングルジェットエンジンのデ・ハビランド バンパイア;貨物を運ぶフェアチャイルド C-119 フライング・ボックスカーとあまり知られていないトランスアビア PL-12 エアトラックなどがある。

## 注目すべきツインテール航空機
双尾翼を備えた重要な航空機には、B-24リベレーター、ハンドレページハリファックス、アブロランカスター、およびP-38ライトニングが含まれる。ただし、配置は第二次世界大戦のヴィンテージ航空機に限定されない。F-14トムキャット、 F-15イーグル、スホーイSu-27 、 MiG-29 、 A-10サンダーボルトIIなどの多くの戦闘機。アントノフAn-14 、アントノフAn-22 、アントノフAn-28 、アントノフAn-38 、アントノフAn-225 、ビーチクラフト18 、ベリエフBe-12 、エルコ・エルクーペ、ショート 330 、バート・ルータンのルータン ロング・イージーおよびスペースシップワンなど 民間および貨物の設計と同様に、双尾翼構成を利用している。Su-57はオールフライング＝全浮動双垂直尾翼という珍品を採用しており、左右対称に捻る事によりエアブレーキとしても機能する。

## ギャラリー

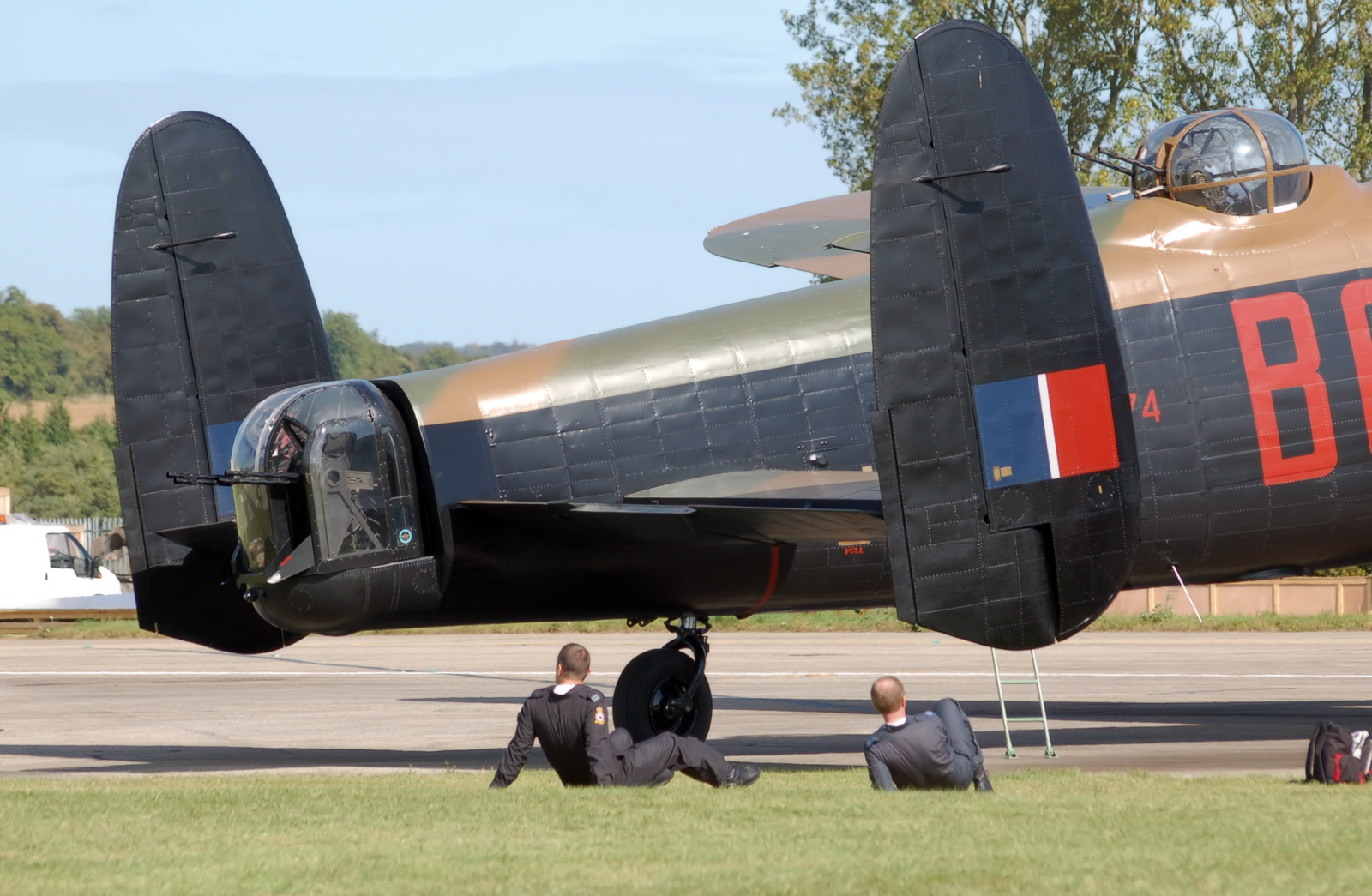
アブロ ランカスターの双尾翼
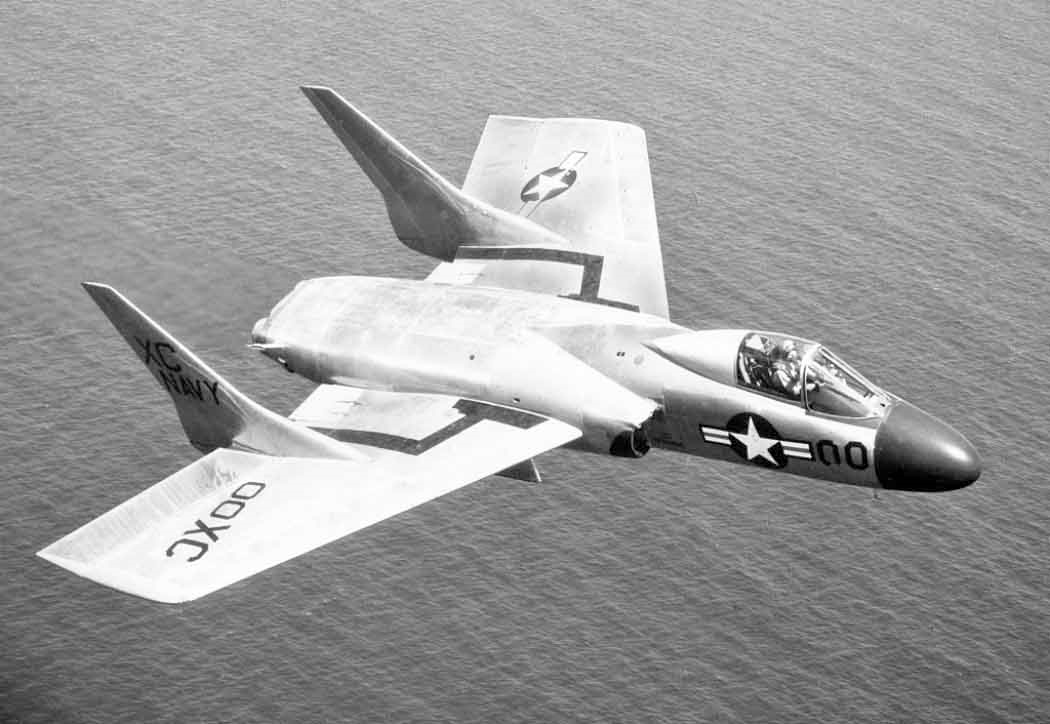
F7U カットラスの無尾翼双尾翼
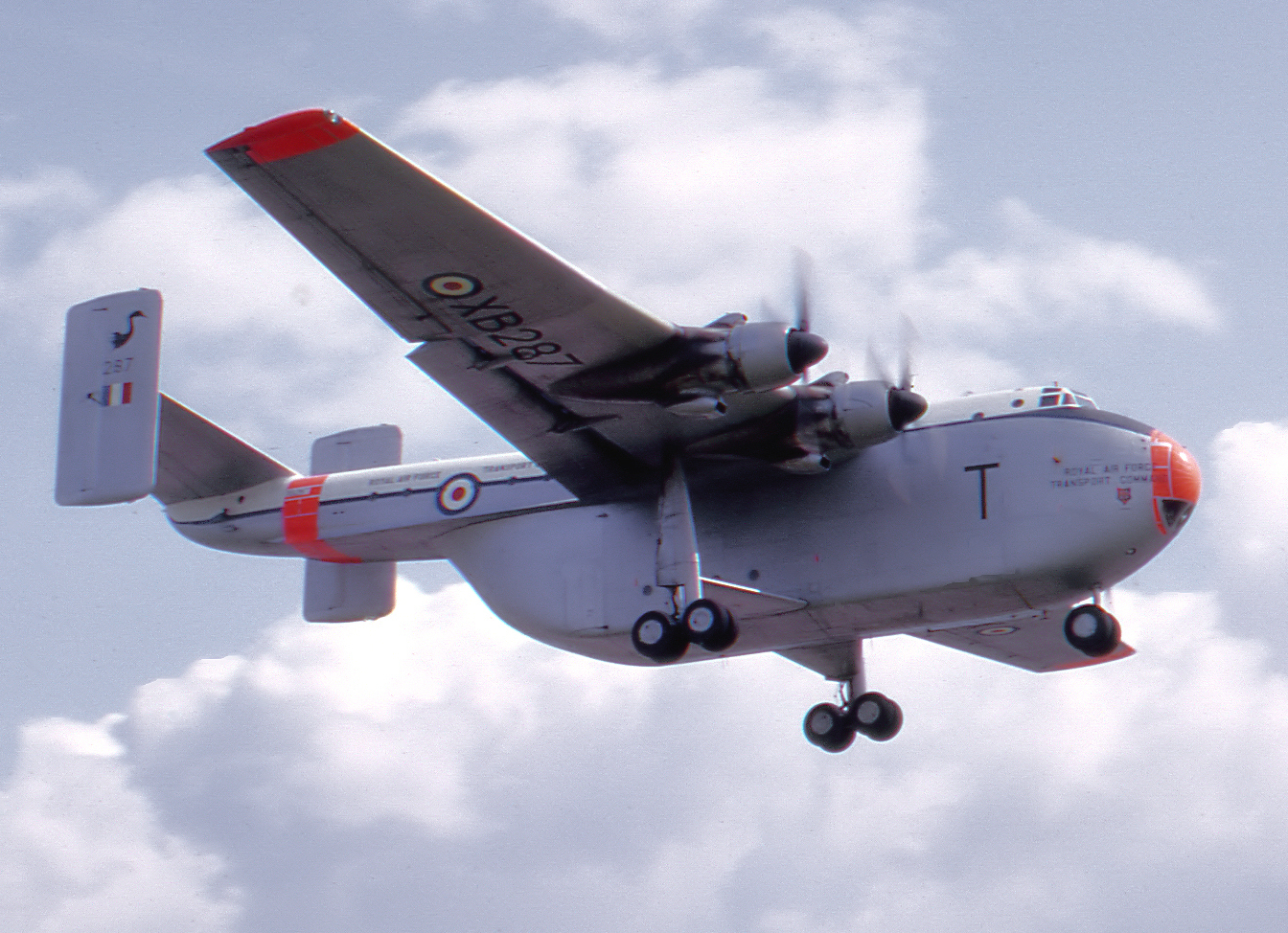
ブラックバーンビバリートランスポートのハイマウント双尾翼
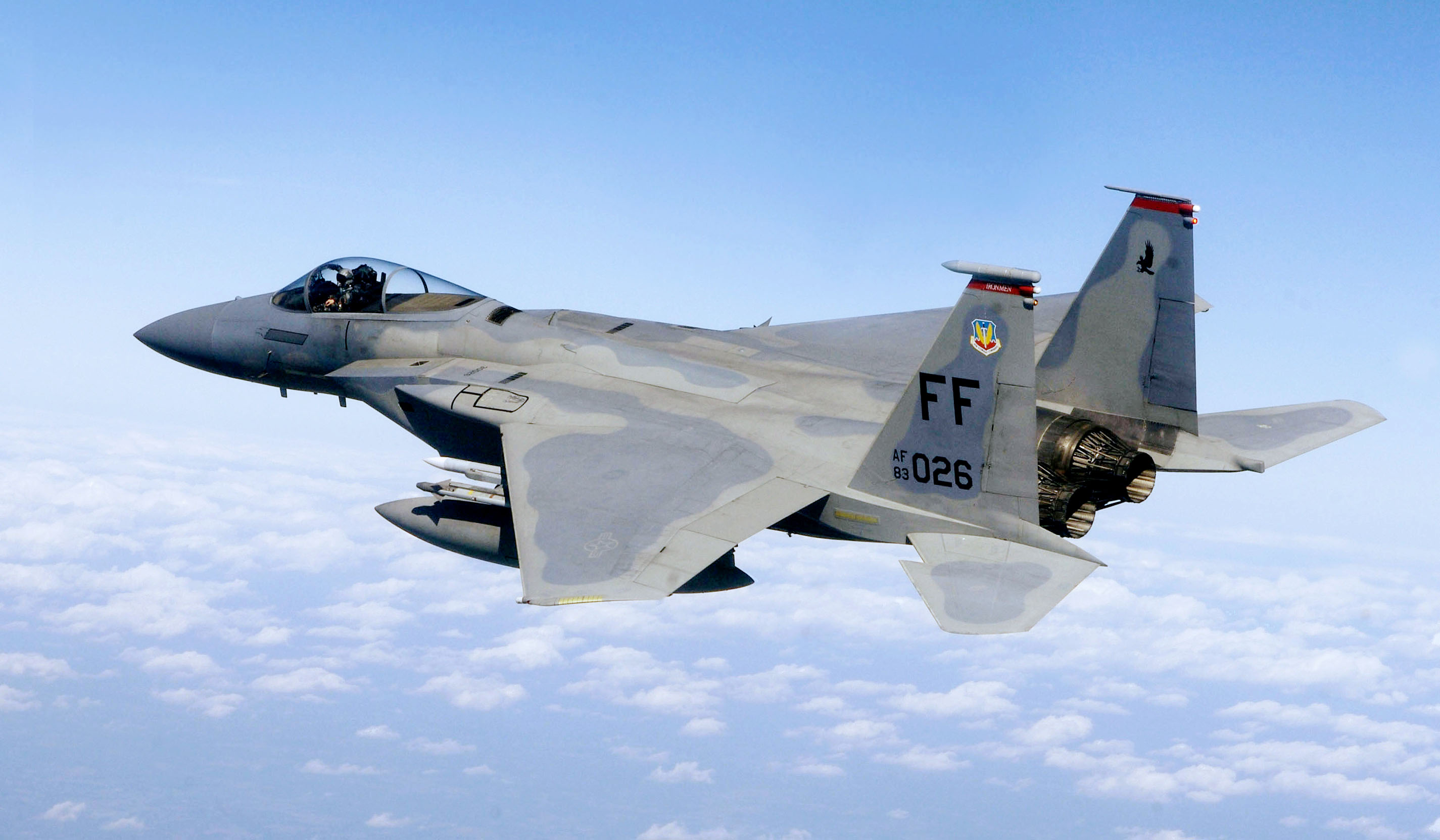
F-15 イーグルの双尾翼
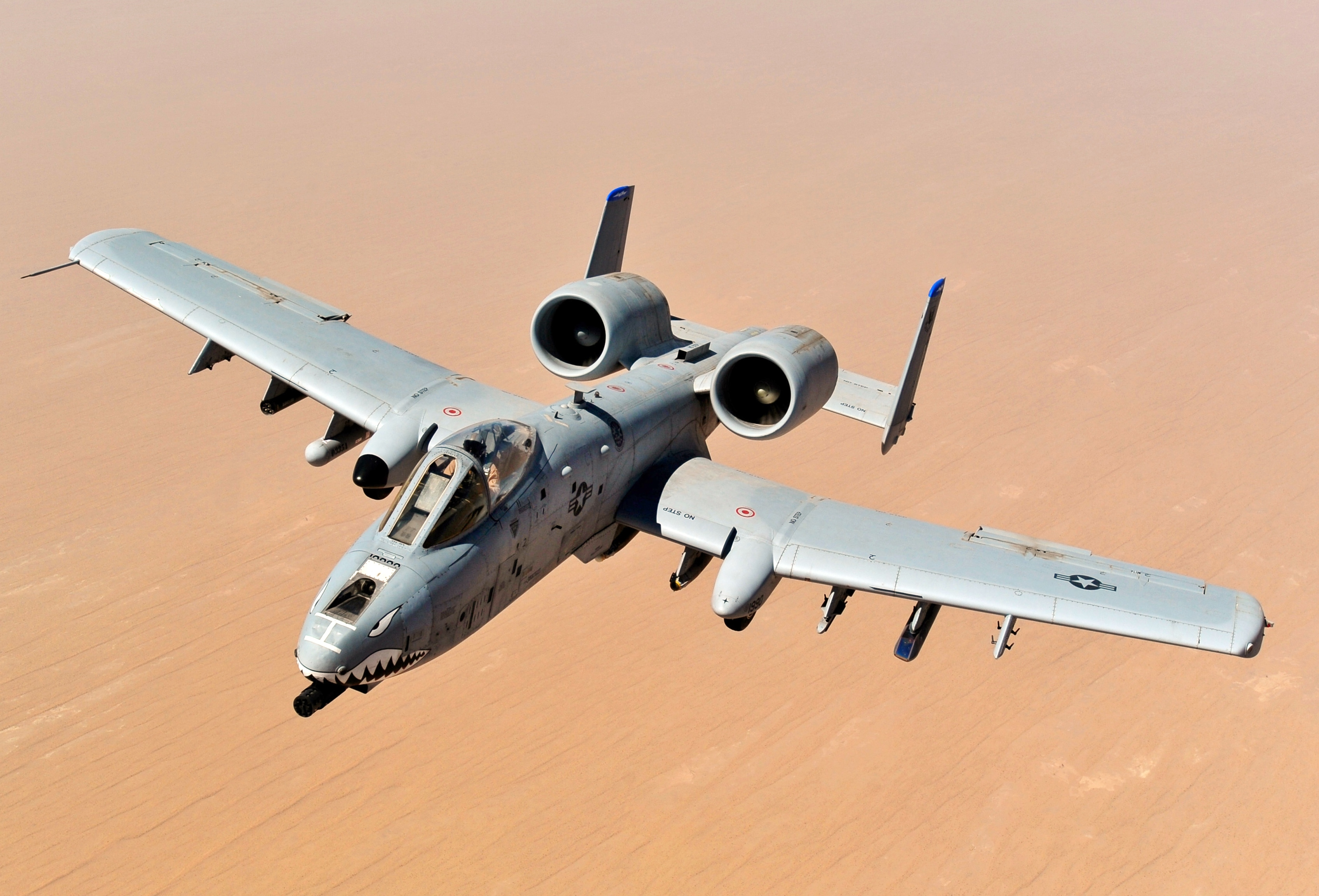
A-10 サンダーボルトIIの双尾翼
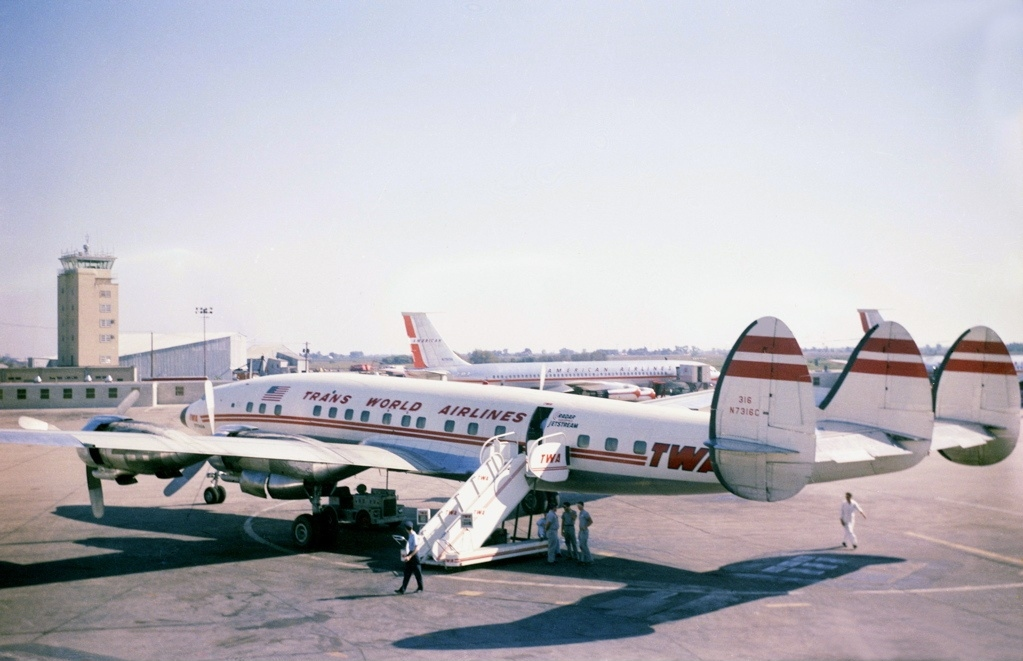
ロッキード コンステレーションの3枚垂直尾翼
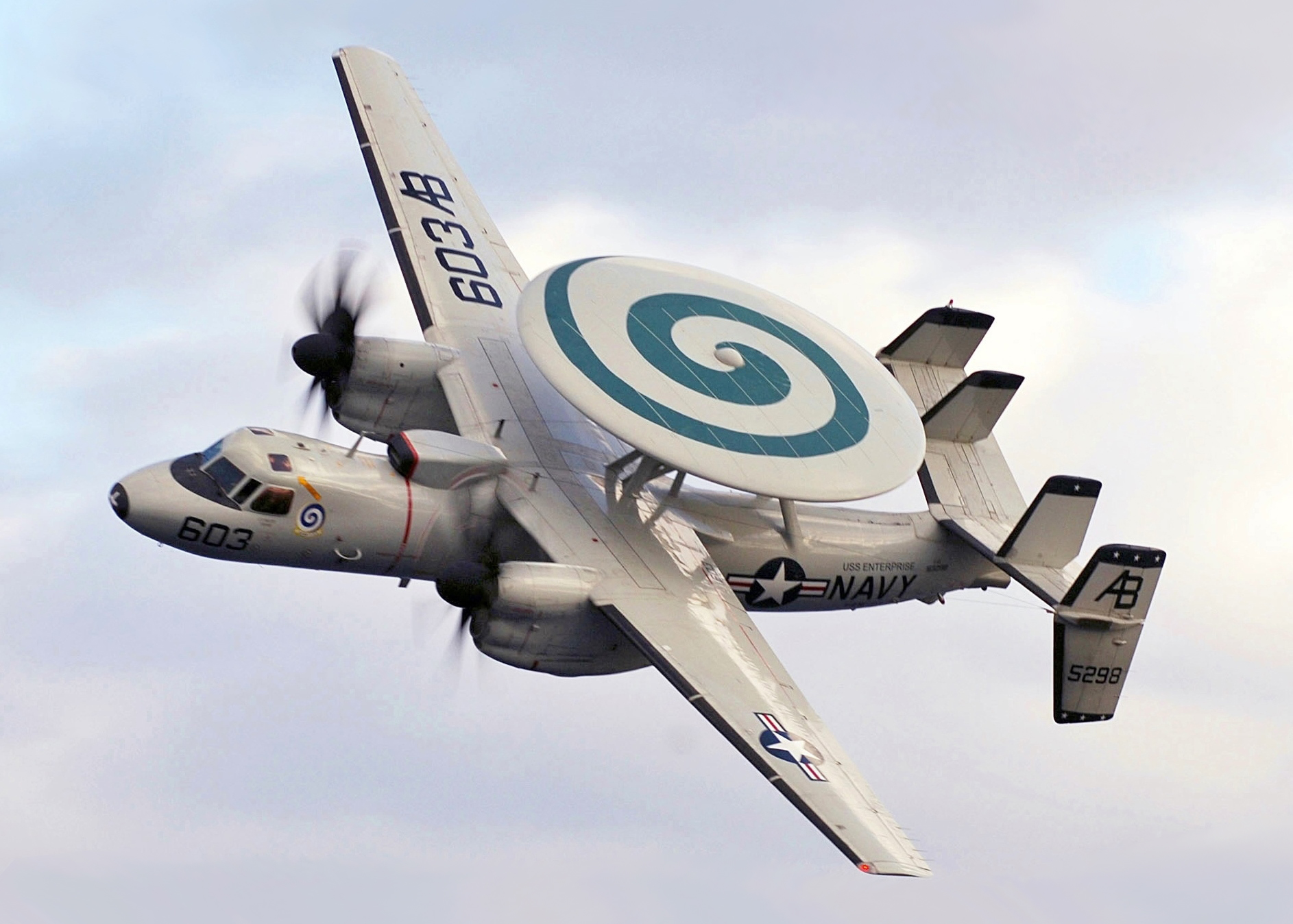
E-2 ホークアイの4枚垂直尾翼